# Canon (entreprise)
Pour les articles homonymes, voir Canon.
Canon Inc. (キヤノン株式会社, Kyanon kabushiki gaisha, TSE : 7751, NYSE : CAJ) est une entreprise japonaise basée à Tokyo et spécialisée dans les produits optiques, incluant appareils photo, photocopieurs et imprimantes. Le nom officiel japonais de la compagnie est kiyanon.

## Origine du nom
Le nom Canon vient du Bodhisattva bouddhiste Avalokiteśvara (Kan'non en japonais).
La société se dénommait initialement 精機光学研究所 (Seikikōgaku kenkyūsho) pour « Laboratoire d'instruments de précision optique ».
Le premier appareil photo 35 mm à être conçu portait le nom de Kwanon, qui devint rapidement Canon pour l'internationaliser.
La société prit ensuite le nom de Precision Optical Industry Co. Ltd. en 1937 puis, dix ans plus tard, elle adopte son nom actuel Canon (1947).

## Histoire

### Création avant guerre
La société a été fondée en 1933 sous le nom Seiki-kōgaku-kenkyūjo (精機光学研究所, littéralement : Laboratoire d'instruments de précision optique) par Yoshida Gorō (ja), son beau-frère Uchida Saburō (ja) et Takeshi Mitarai (en), un ami proche d'Uchida. Le but originel était de faire des recherches sur la fabrication d'appareils photos de qualité. En 1933, Yoshida Gorō crée le premier prototype d'appareil photo 35 mm jamais fabriqué au Japon, qui s'inspire des modèles Leica qui sont fabriqués en Europe. En juin 1934, ils réalisent leur premier appareil photo, le Kwanon, nommé d'après le Guan Yin. Le 26 juin 1935, la société dépose le nom Canon. Le 10 août 1937, la société telle qu'elle existe aujourd'hui est née sous le nom de Precision Optical Industry, Co, ltd.

### Après-guerre
En 1947, la société prend le nom de Canon camera Co. En 1949, les actions Canon sont inscrites à la bourse de Tokyo. La société se lance sur le marché des copieurs en 1965 avec le CANOFAX 1000. En 1969, Canon Camera Co devient Canon et crée son premier centre de recherche. En 1973 et en 1975, le premier copieur couleur sur papier ordinaire est lancé par Canon, la société développe avec succès une imprimante à rayon laser (LBP). En 1985, Canon introduit pour la première fois au monde la technologie à bulle d’encre, et présente l’imprimante laser la plus petite et la plus légère du monde[réf. nécessaire].

### Ces dernières décennies
Entre 1991 et 1994, la société Canon ne cesse d’accroître ses innovations techniques. Elle met au point le premier affichage FLC (cristaux liquides ferroélectriques) et développe le premier système anti-contrefaçon, ainsi que le premier photocopieur couleur laser recto verso automatique au monde[réf. nécessaire].
En 1996, Canon lance sa gamme d'appareils photo ultra compacts IXUS au format APS. En parallèle, la production des imprimantes à bulles d'encre atteint les 20 millions d’unités. Lancement de la gamme Canon PowerShot en 1996. En 1998, la société commercialise les appareils photo numériques « Powershot A5 et Pro70 ». En 2000, elle lance sa gamme appareils numériques compacts Digital IXUS. Cette même année, s’ajoute l’exposition internationale Canon Expo 2000 à New York, Paris et Tokyo. En 2001, Canon lance des systèmes d’impression et de communication Ir/iRi. 
L'ancien PDG de Canon, Fujio Mitarai a cédé en 2006 son fauteuil à la suite de sa désignation à la tête du Nippon Keidanren, la puissante confédération patronale japonaise. Mitarai a été remplacé par Tsuneji Uchida, ancien patron des divisions photo et vidéo numérique.
Depuis l'arrivée de M. Mitarai à la tête du groupe en 1995, Canon s'est désendetté, débarrassé d'activités moins rentables, comme les ordinateurs personnels, et a beaucoup investi en recherche. La société est aujourd'hui un des groupes les plus stables dans son secteur. Le bénéfice net record de 384,1 milliards de yens (2,709 milliards d'euros) en 2005, en hausse de 11,9 % par rapport à 2004, marque son sixième exercice de hausse consécutif.
En 2004, Canon a vendu 14 millions d’appareils photo numériques[réf. nécessaire]. 
En 2005, la marque développe son premier Caméscope haute définition.
En 2008, Canon a vendu 60 millions d'appareils photo numériques[réf. nécessaire].
En février 2014, Canon acquiert l'entreprise américaine Molecular Imprints pour une valeur estimée à 98 millions de dollars. En février 2015, Canon acquiert Axis, une entreprise suédoise très présente sur le marché des caméras de surveillance, pour 23,6 milliards de couronnes suédoises, soit 2,83 milliards de dollars.
En mars 2016, Canon entre en négociation exclusive pour l'acquisition des activités médicales de Toshiba pour environ 6 milliards de dollars. Les activités médicales de Toshiba concernent notamment les IRM et les appareils à rayon X, alors que Canon possède des activités dans les appareils à rayon X et les appareils d'ophtalmologie.

## Actionnaires
Liste des principaux actionnaires au 10 novembre 2021 :
| Canon (autodétention)     | 21,6% |
| Nomura Asset Management   | 3,67% |
| Asset Management One (en) | 2,45% |
| Mizuho Financial Group    | 2,03% |
| The Vanguard Group        | 1,97% |
| Dai-ichi Life Holding     | 1,82% |
| Nikko Asset Management    | 1,74% |
| Daiwa Asset Management    | 1,72% |
| Obayashi Corporation      | 1,24% |
| Harris Associates (en)    | 1,15% |

## L'entreprise à travers le monde

### Canon en Asie

#### Canon au Japon

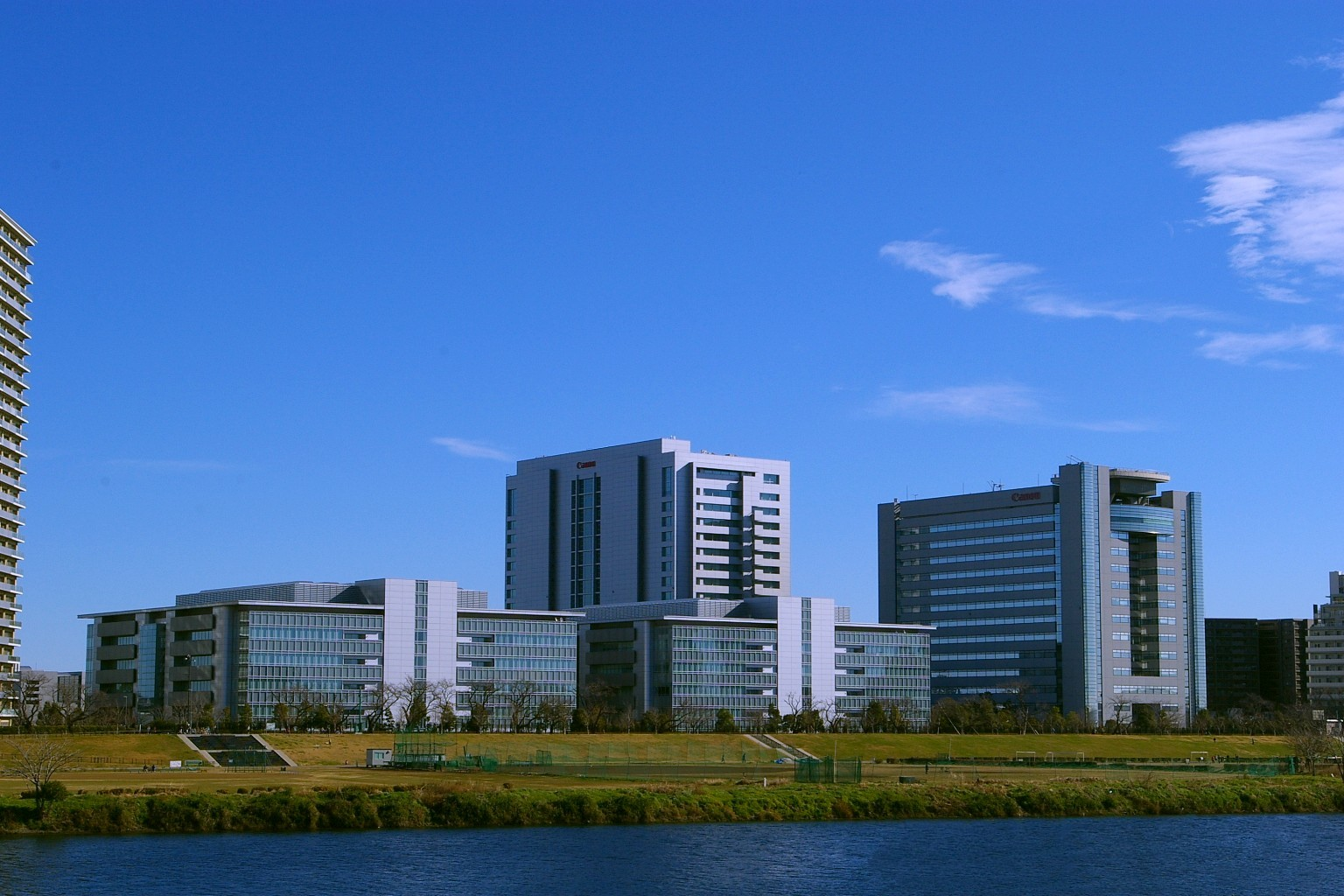
Siège mondial de Canon à Tokyo

Le siège mondial de Canon se trouve à Tokyo.
L'entreprise possède plusieurs sites de production au Japon,, :
- Ami : Fabrication de pièces pour appareils de lithographie
- Ayase : fabrication de semi-conducteurs
- Fukushima : fabrication d'imprimantes et de cartouches d'encre
- Hiratsuka : fabrication d'écrans
- Miyazaki : fabrication d'appareils photos reflex, d'objectifs et de caméscopes professionnels
- Nagahama : fabrication d'imprimantes laser, de toners et d'équipements liés à la production de dispositifs de lithographie de semi-conducteurs
- Nagasaki : fabrication d'appareils photos et de caméras
- Usine Canon d'Ōita (en) : fabrication d'appareils photos reflex et de caméscopes professionnels
- Toride : fabrication de photocopieurs professionnels et préparation de produits chimiques
- Utsunomiya : fabrication de lentilles (notamment pour les objectifs des appareils photo)

#### Canon à Taïwan
Canon possède plusieurs usines à Taichung et Chiayi. 

### Canon en Europe

#### Canon en France

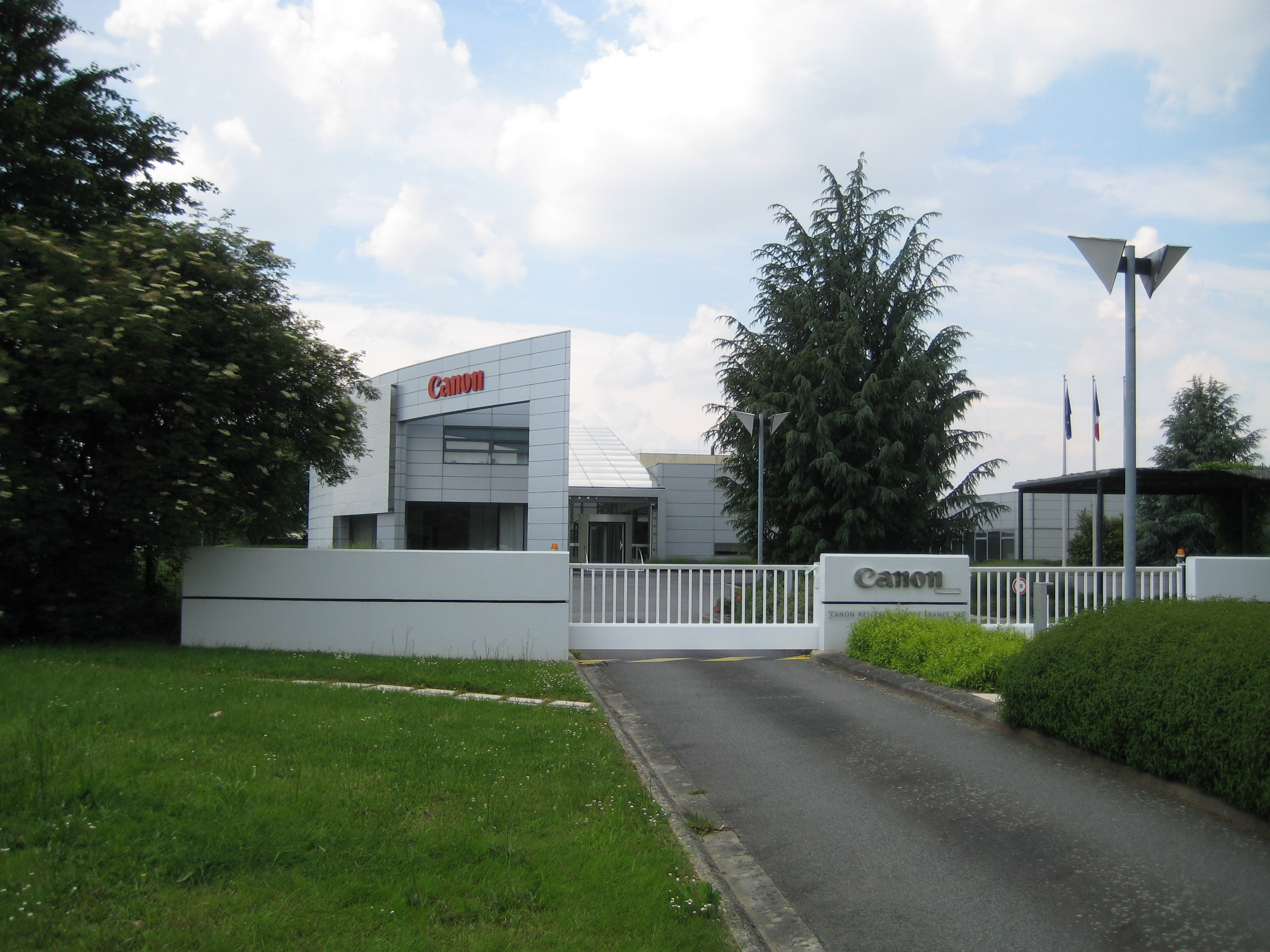
Canon Research France à Cesson-Sévigné.

En moins de dix ans, l’Europe est devenue l’un des trois pôles d’activités du groupe Canon, aux côtés du Japon et des États-Unis, réalisant un tiers du chiffre d’affaires mondial du groupe.
Regroupant la recherche, le développement, la production et la distribution, l’entité européenne illustre parfaitement la stratégie d’internationalisation de Canon.
Canon Bretagne, installée à Liffré depuis 1983, constitue l’un des piliers de cette entité européenne. Initialement vouée à la photocopie, la production s’est étendue au fil des années à d’autres gammes bureautiques. Elle a ainsi suivi le cours des besoins de la clientèle et des avancées technologiques.
En créant la première unité de recyclage de cartouches usagées en Europe, Canon Bretagne innove à nouveau et apporte la preuve de ses préoccupations environnementales.
Des activités totalement autonomes fonctionnent sur le site de Liffré.
Canon Bretagne produit 10 % pour la France et exporte 90 % vers le reste de l’Europe. Depuis 2006, l'activité bretonne de Cabasse, fabricant français d'enceintes acoustiques de renom a été acquise par Canon Bretagne.
Canon dispose aussi d'une activité de recherche en France avec le centre de recherche  de Cesson-Sévigné, également en Bretagne, à quelques kilomètres seulement du site de production de Liffré. L'unité de recherche, nommée Canon Research Centre France, en abrégé Canon CRF, est majoritairement consacrée aux technologies de l'image numérique, activité phare de la technopole Rennes Atalante dans laquelle est situé le centre.
Les activités tournent autour de la diffusion d'applications multimédia, des services pour la photographie numérique pour les particuliers et les professionnels. Il existe aussi des activités de recherche plus fondamentales en compression vidéo, codes correcteurs et théorie de l'information.

#### Canon en Allemagne
Canon Giessen GmbH est une usine spécialisée dans la remise à neuf de photocopieuses laser ainsi que la réparation d'appareil photographiques numériques. L'usine a été créée en 1972.

## Production

### Bureautique
Canon propose des imprimantes, des scanners à plat et des imprimantes multifonctions avec chargeurs recto verso.
Certaines imprimantes jet d'encre utilisent 12 couleurs pour un meilleur rendu des photos.
Canon propose aussi des imprimantes laser, noir et blanc ou couleur, des modèles A4 d'entrée de gamme autour de 100 - 200 euros à des modèles plus perfectionnés pour les entreprises réalisant l'impression et la photocopie A3 recto verso avec des coûts de consommable (toner) plus adaptés aux grandes séries.

### Photographie

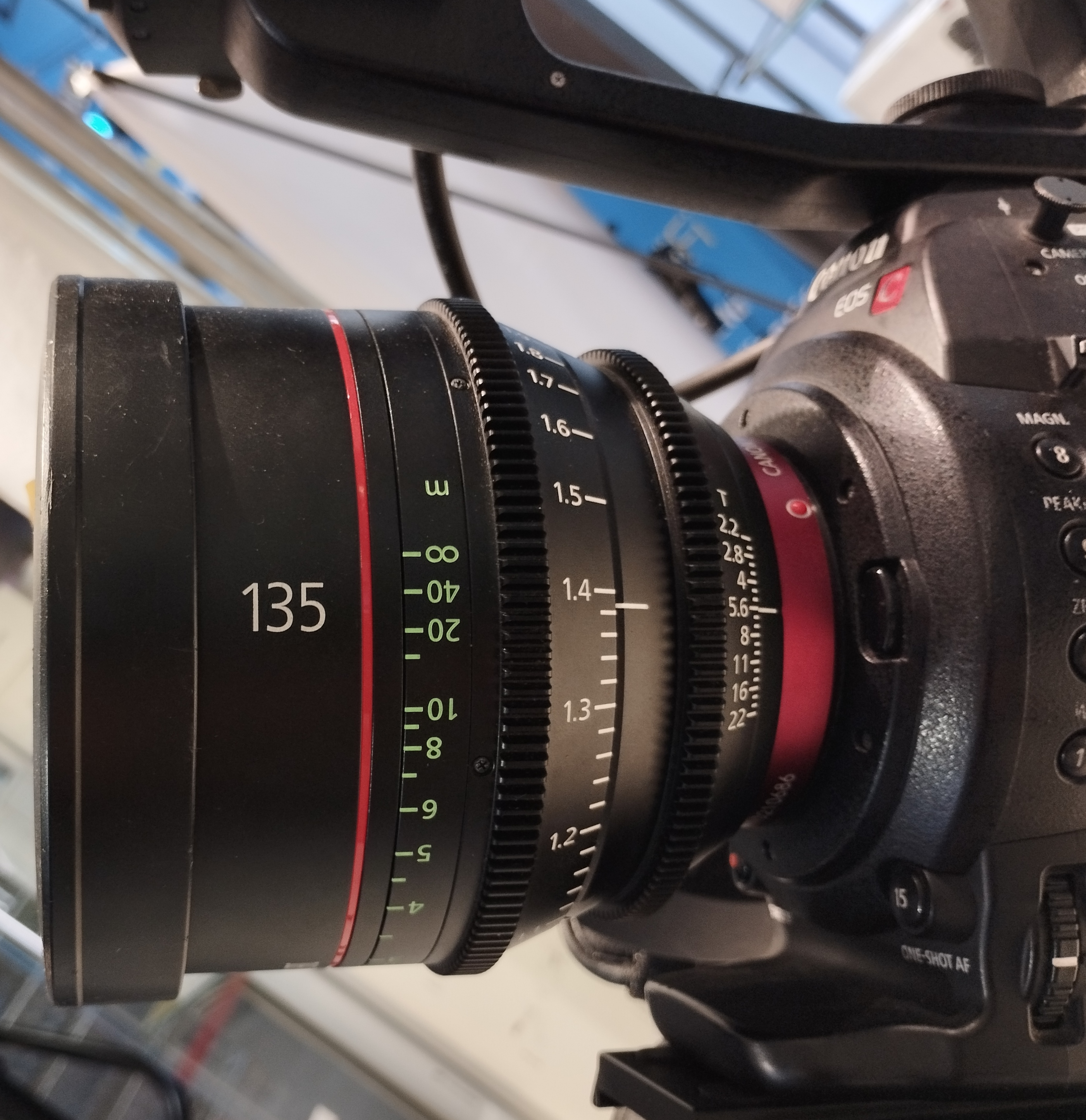
Objectif Canon CN-E 135 mm.

Le premier appareil conçu par l'entreprise, le Kwanon, est un prototype développé en 1934 qui ne fut jamais commercialisé. Deux ans plus tard, en février 1936, Canon commercialise le Canon Hansa, qui a été réalisé avec la coopération de la société japonaise d'optique industrielle Kogaku Kogy, ancêtre de Nikon. Le Canon Hansa est équipé d'un 50 mm Nikkor f3.5.
C'est en 1937 que Canon commence à fabriquer ses propres objectifs sous l'appellation de Serenar.
En mai 1959, Canon introduit son premier reflex mono objectif (SLR) à objectifs interchangeables, le Canonflex, alors qu'il n'existe que 8 appareils de ce type au monde. Nikon introduira son Nikon F en juin de la même année.
En 1964, Canon sort un nouveau système de monture à baïonnette qui est conçu pour permettre, ultérieurement, de disposer d'un système de mesure de la lumière TTL (Through The Lens). Il s'agit de la monture Canon FL. Cette monture sera utilisée par différents boîtiers innovants :
- Canon FX, doté d'une cellule au CdS ;
- Canon PELLIX, doté d'une cellule TTL et d'un miroir fixe semi-réfléchissant (première mondiale).

En 1971, Canon présente une nouvelle monture d'objectifs : la monture FD. Elle permet la conception d'objectifs entièrement automatiques qui permettent une mesure de la lumière TTL à pleine ouverture.
Cette nouvelle monture est présentée en même temps que le Canon F-1 et ce système d'objectifs ne sera abandonné qu'en 1992. Le système Canon FD connait un immense succès de par le monde. Il existera même quelques versions autofocus de ce type d'objectifs. Cette monture sera également utilisée par les séries de reflex A et T.
Contrairement à Nikon ou Pentax, qui ont préservé la compatibilité de leur monture lors de l'intégration de l'autofocus, Canon a fait le choix de développer une toute nouvelle monture à cette occasion : la monture EF, qui inaugura la série des reflex EOS avec l'EOS 650.
La gamme EOS a été progressivement enrichie vers le haut de gamme (EOS 1), et à destination des petits budgets.
C'est cette monture qui a été conservée lors du passage au numérique de la gamme reflex.
Une nouvelle déclinaison de la monture EF a été présentée à l'occasion du lancement de l'EOS 300D : la monture EF-S. Cette monture, qui permet une plus grande introduction de l'arrière de l'objectif dans la chambre du boîtier, a été rendue possible par la réduction de la taille du capteur (et donc du miroir) utilisé par les appareils au format APS-C.